# Flynn Carsen
Flynn Carsen je fiktivní postava knihovníka z filmů Honba za kopím osudu, Návrat do dolů krále Šalamouna a Kletba Jidášova kalichu.
V prvním z filmů si žije blaze, v knihovně střeží nejrůznější poklady, když do jeho života vstoupí dobrodružství. Do knihovny se vloupá Hadí bratrstvo a ukradne jednu ze tří částí Kopí osudu. Se spolupracovnicí sledují nepřátele knihovny a když se spojí tři části Kopí osudu, zmocní se ho vůdce Hadího bratrstva. Flynn je však přemůže a donese kopí do knihovny.
Ve druhém díle se Flynn pokusí zabránit ovládnutí dolů krále Šalamouna, v čemž mu pomáhá půvabná a velmi chytrá doktorka Emily Davenport. Spolu zabrání krádeži Šalamounovy posvátné knihy a ovládnutí celého světa.
V Jidášově Kalichu se náš hrdina vydává na dovolenou do New Orleans, aby si odpočinul od všech starostí a vyléčil své zraněné srdce, které zasáhl rozchod s jeho děvčetem. Seznámí se zde s okouzlující barovou zpěvačkou Simon a spolu s ní se zaplétá do tajemství Jidášova Kalichu. Proti nim stojí bývalý ruský ministr Kubicek, který také chce získat kalich, aby oživil samotného Vlada Draculu. Po odhalení Simonina tajemství, že je upírka se Flynn utkává s celou spoustou upírů a nakonec i se samotným Draculou, kterého nakonec díky své chytrosti zabije.
Postava dobrodruha Flynna Carsena byla použita i do seriálu Knihovníci, který odstartoval 8. prosince 2014 na Universal Channel.